# Räderuhr
Räderuhr ist der Oberbegriff für Uhren mit einem mechanischen, vorwiegend Zahnräder enthaltenden Uhrwerk. Dazu zählen neben rein mechanisch aufgebauten Uhren auch elektromechanische Uhrwerke und Quarzuhren mit mechanisch bewegten Zeigern.
Der Begriff wird gebraucht zur Abgrenzung von den etwa zeitgleich aufgekommenen Sanduhren sowie den historisch älteren Elementaruhren (Wasseruhren, Sonnenuhren, Astrolabien, Feueruhren, Kerzenuhren und Sternuhren) und andererseits zur Abgrenzung neuer Uhrentechnik wie den Quarzuhren, die als Digitaluhren mit elektro-optischer Ziffernanzeige oder als Echtzeituhr keine Räder mehr enthalten und gänzlich ohne mechanisch bewegte Teile auskommen.

## Geschichte

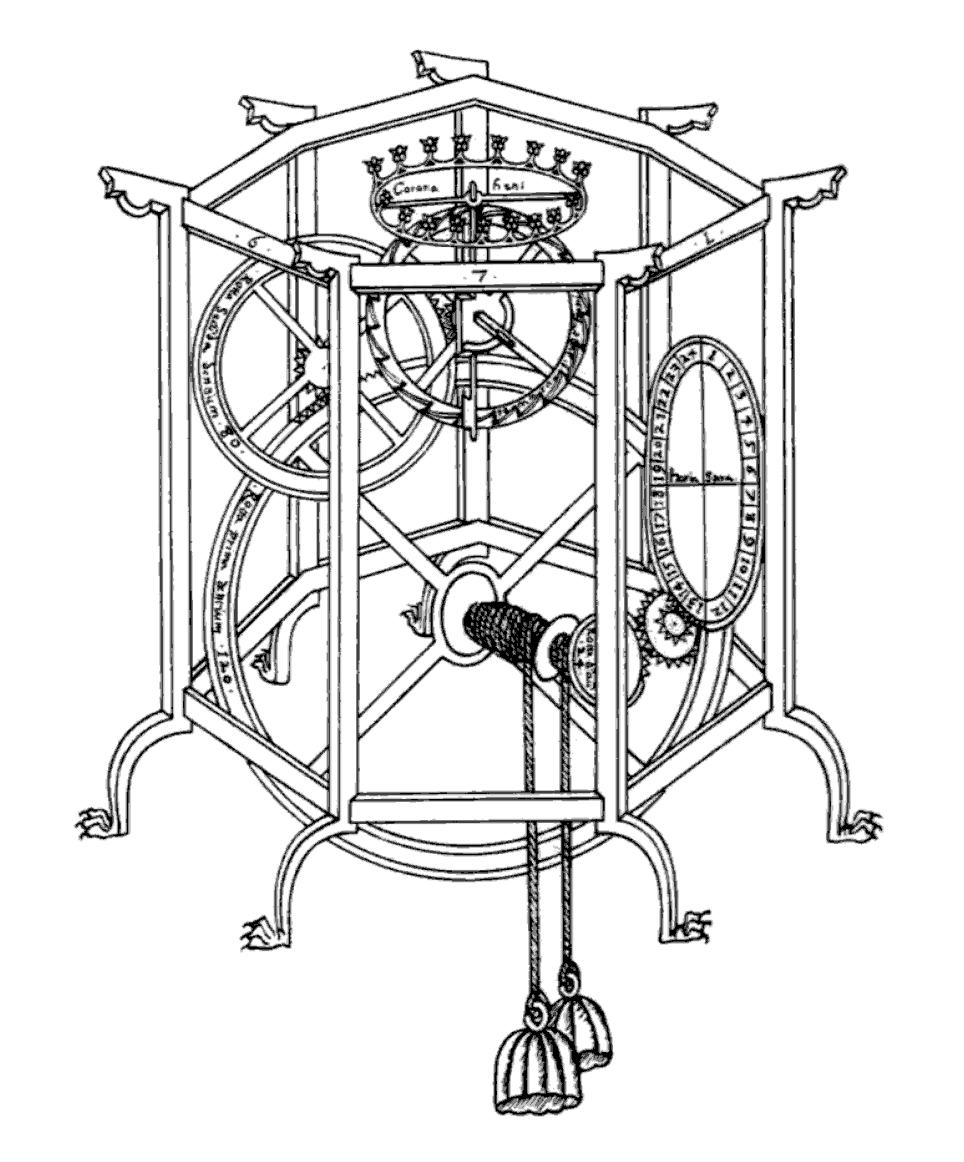
Zeichnung des Astrariums von Giovanni de Dondi (1364)

Erste Räderuhren sind um 1300 nachweisbar. So erhielten Erfurt, Augsburg und St. Gotthard in Mailand 1304/06 die ersten nachweisbaren Räderuhren. Zunächst wurden Räderuhren in Kirchen, Klöstern, besonderen Türmen und Rathäusern als öffentliche Uhren betrieben. 1336 erhielt Mailand eine schlagende Turmuhr. Diese frühen Räderuhren hatten meist nur einen Zeiger, der die Stunden anzeigte. Mit zunehmender Verbreitung der Räderuhr formte sich das Berufsbild des Uhrmachers als Abspaltung des Schlosserhandwerks.
Frühe, monumentale Räderuhren waren meist Kunstuhren oder dienten astronomischen  Beobachtungen. Sie waren entsprechend aufwändig gearbeitet und oft mit einer Vielzahl astronomischer Indikationen ausgestattet. Gleichzeitig entwickelten sich einfache und in ihren Abmessungen kleinere Uhren, wodurch sie eine große Verbreitung erfuhren. Bereits um 1440 wurden erste Räderuhren mit Federantrieb ausgestattet (so die auf 1430 datierte Standuhr Phillips von Burgund) und um 1510 fertigte der Nürnberger Uhrmacher Peter Henlein bereits transportable Tischuhren hoher Qualität. Doch noch im 17. Jahrhundert wurde von Vincenzo Viviani wegen der meist hohen Ungenauigkeit von Räderuhren (und Sanduhren) im wissenschaftlichen Bereich der Gebrauch von Wasseruhren empfohlen.
Galileo Galilei entdeckte 1583 den Isochronismus, die Grundvoraussetzung für die Erfindung des Uhrenpendels um 1650 durch Christiaan Huygens. Die erste von Huygens konstruierte Pendeluhr mit Spindelhemmung, die heute im Rijksmuseum in Leiden aufbewahrt wird, baute der Meister Salomo Coster. Die Anfertigung wirklich tragbarer Uhren und damit die Entwicklung der Räderuhr zur Taschenuhr, wird aber erst mit der Erfindung der Unruh, um 1674 ebenfalls durch Huygens, möglich.
Die Führerschaft in der Weiterentwicklung und Verbesserung der Räderuhren, die noch im frühen 16. Jahrhundert in Nürnberg, danach in Augsburg gelegen hatte, wechselte Mitte des 17. Jahrhunderts zusehends nach England. Im Schwarzwald, in den Niederlanden und in Frankreich bildeten sich weitere bedeutende Zentren hoher uhrmacherischer Qualität und ausgeprägter regionaler Uhrentypen, ebenso in Wien und Genf.
Mit Beginn der industriellen Revolution zum Ende des 18. Jahrhunderts und der Massenfertigung in Fabriken erfuhr die Räderuhr endgültig den Durchbruch zum Alltagsgegenstand. Von der Taschenuhr zur Armbanduhr war es zu Beginn des 20. Jahrhunderts dann nur noch ein kleiner Schritt.

## Erwähnung in der Literatur
Es ist nicht bekannt, wann die erste Räderuhr gebaut wurde. Allerdings hat bereits der italienische Dichter und Philosoph Dante Alighieri in seiner Komödie La Commedia (ca. 1307–1320) die Räderuhr als Vergleich für den Tanz der Seligen verwendet. Räderuhren waren also zu dieser Zeit bereits erfunden und wahrscheinlich allgemein im Gebrauch: 
Beatrix sprach’s – wie um des Poles Stelle

Sich Sphären drehn, so jene Sel’gen nun,

Flammend, Kometen gleich, in Glut und Helle!

 

Wie, wohlgefügt, der Uhren Räder thun –

In voller Eil’ zu fliegen scheint das letzte,

Das erste scheint, wenn man’s beschaut, zu ruhn –

 

Also verschieden in Bewegung setzte

Sich jeder Kreis, drob, wie er sich erwies

Schnell oder träg’, ich seinen Reichthum schätzte.